# M/S Zhen Hua 33
M/S Zhen Hua 33 är ett kinesiskt specialfraktfartyg avsett för tungt styckegods och delvis nedsänkbart, med funktion som en flytdocka. 

## Beskrivning
M/S Zhen Hua 33 byggdes 2016–2017 av ZPMC (Zenhua Port Machinery Company Limited) i Nantong i Kina, ett dotterföretag till China Communications Construction Company (CCCC). Hon ägs av Shanghai Zhenhua Shipping Co. Ltd, ett dotterföretag till ZPMC.
Hon har ett långt, lågt lastdäck, med en yta på cirka 185 meter x 43 meter, och därmed är M/S Zhen Hua 33 det längsta fartyget i sin klass. Genom reglering av barlasten kan lastdäcket sänkas under vattenytan för pålastning av exempelvis ett annat fartyg, en oljeplattform eller annan, flytande last och sedan höjas igen. För att balansera lasten kan de olika barlasttankarna fyllas individuellt till olika nivåer.
Slussens nya huvudbro, i svenska media också kallad "Guldbron", som tillverkats av CRSBG (China Railway Shanhaiguan Bridge Group) i Kina på uppdrag av Skanska transporterades från Kina till Stockholm av M/S Zhen Hua 33. Bron är 140 meter lång, 45 meter bred, och väger omkring 3 700 ton. Transporten hade ursprungligen beräknats ta cirka sju veckor, men på grund av oväder i Atlanten och framför allt våghöjden i Biscayabukten tvingades fartyget under resans gång till längre uppehåll i Medelhavet och senare i Cádizbukten.  Ankomsten till Stockholm skedde den 11 mars 2020. Bron lastades av 12-13 mars. Zhen Hua 33 avseglade därefter från Stockholm den 14 mars, med Tallinn som första etappmål.

## Bildgalleri

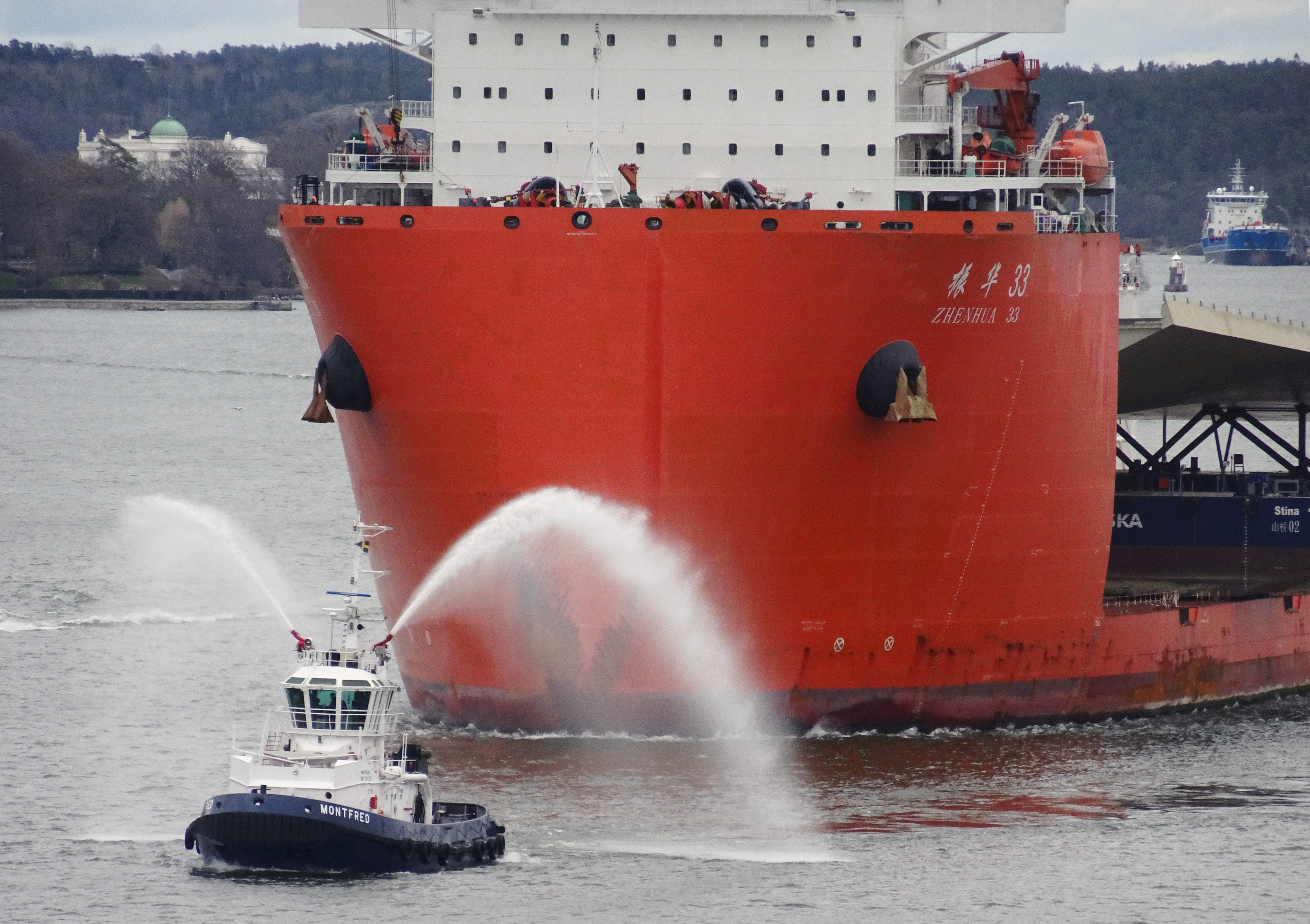
M/S Zhen Hua 33 välkomnas på Stockholms inlopp, 11 mars 2020.
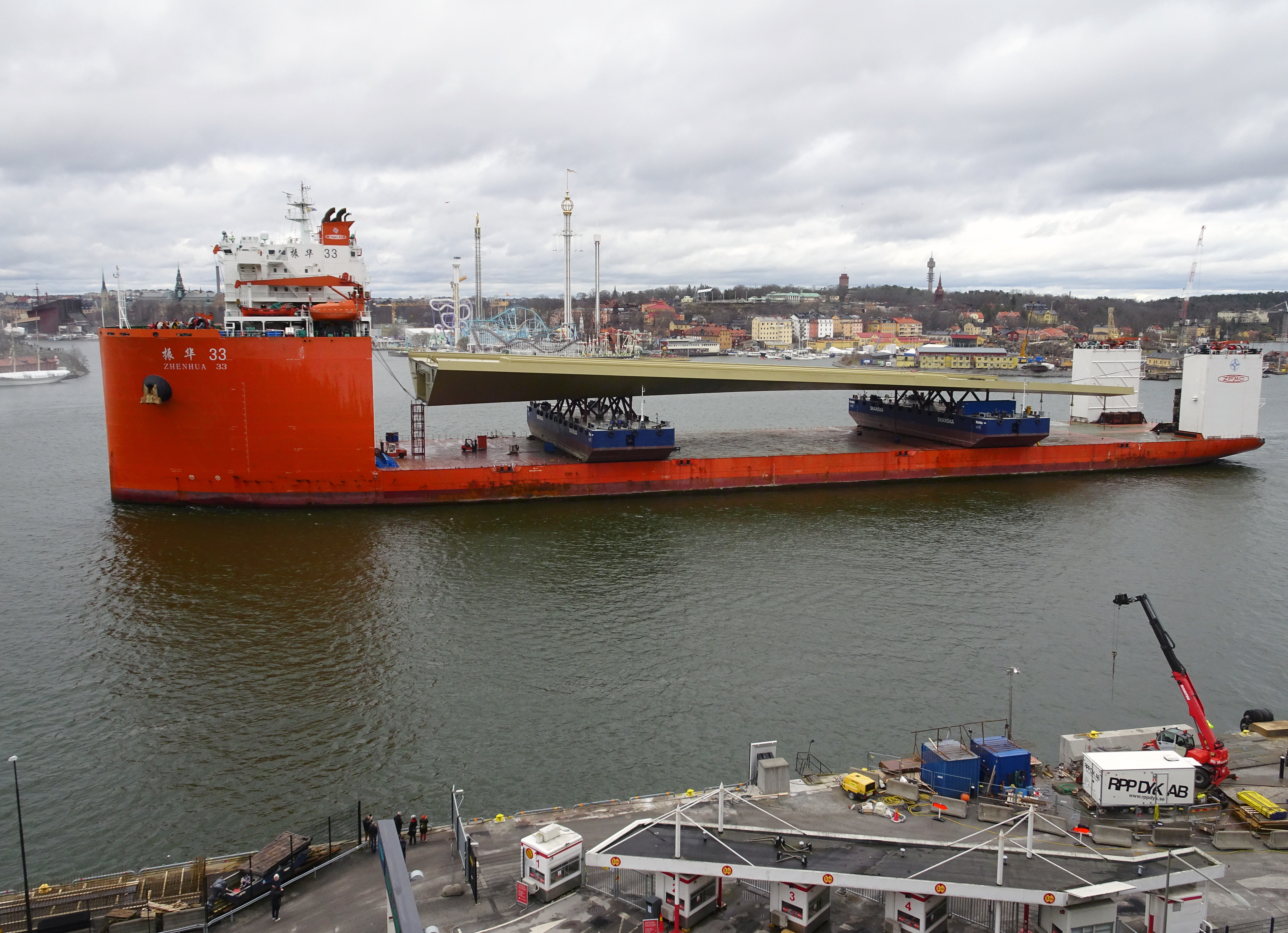
M/S Zhen Hua 33 vid Stadsgården, 11 mars 2020.
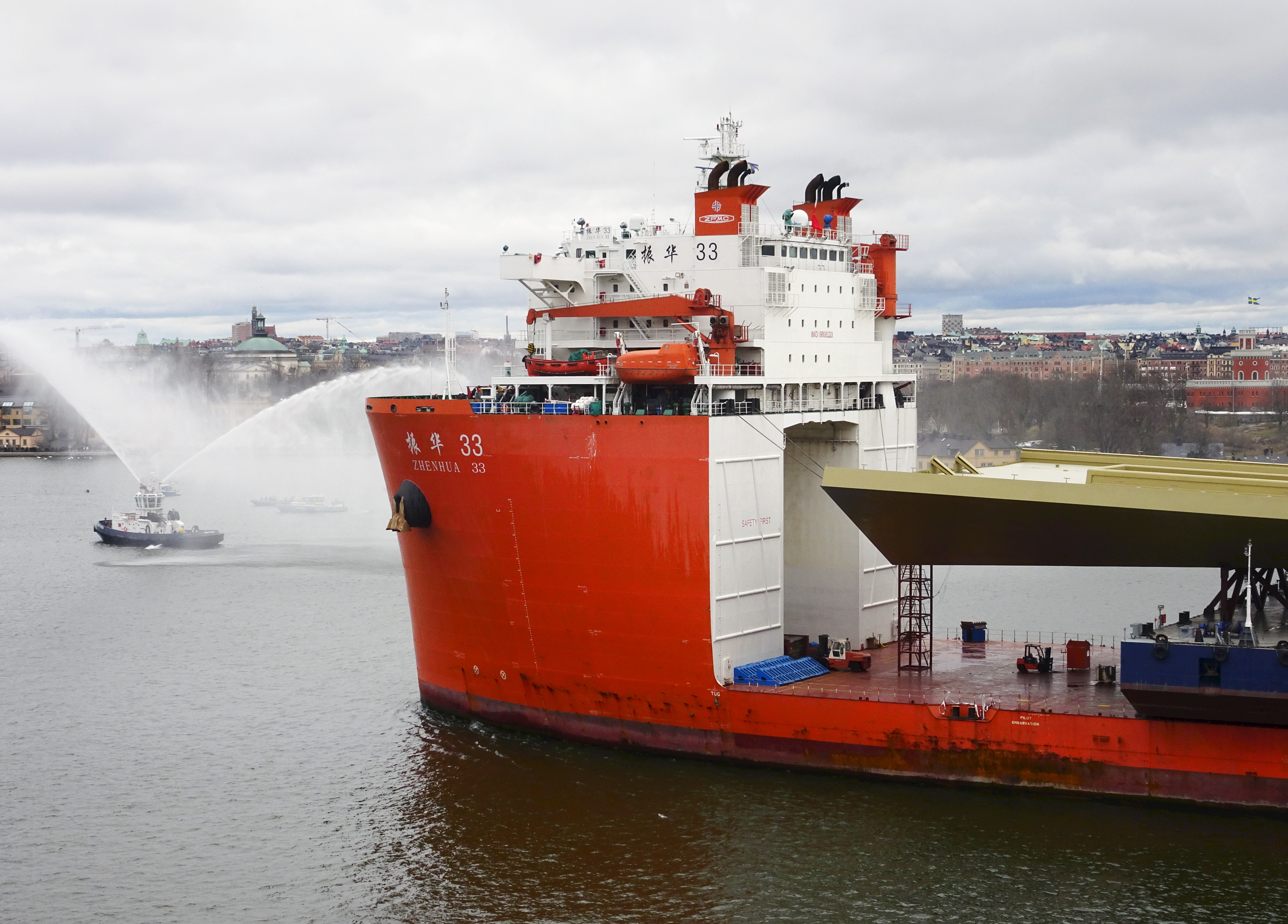
M/S Zhen Hua 33 på Stockholms ström, 11 mars 2020.
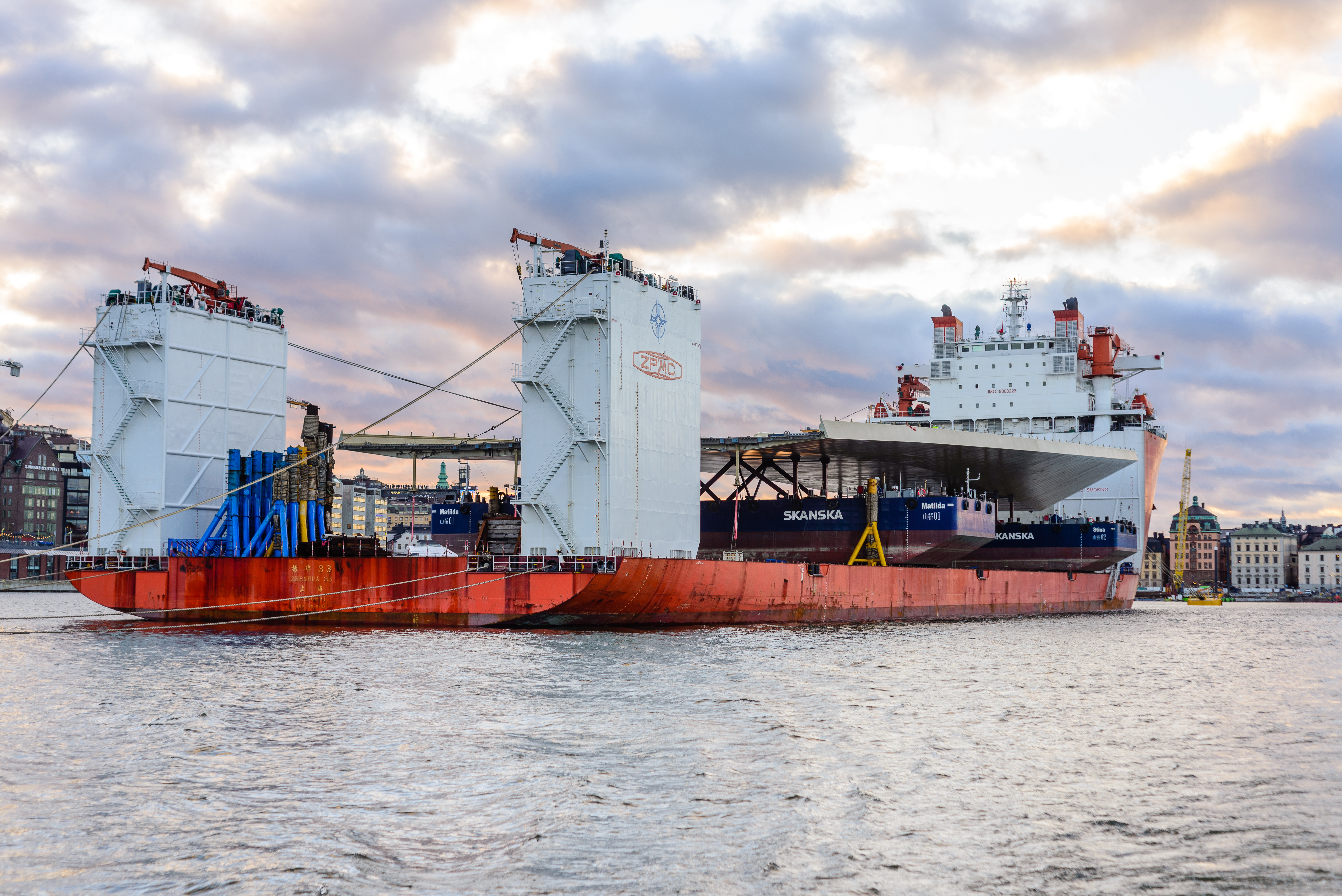
M/S Zhen Hua 33 vid Slussen, 11 mars 2020.
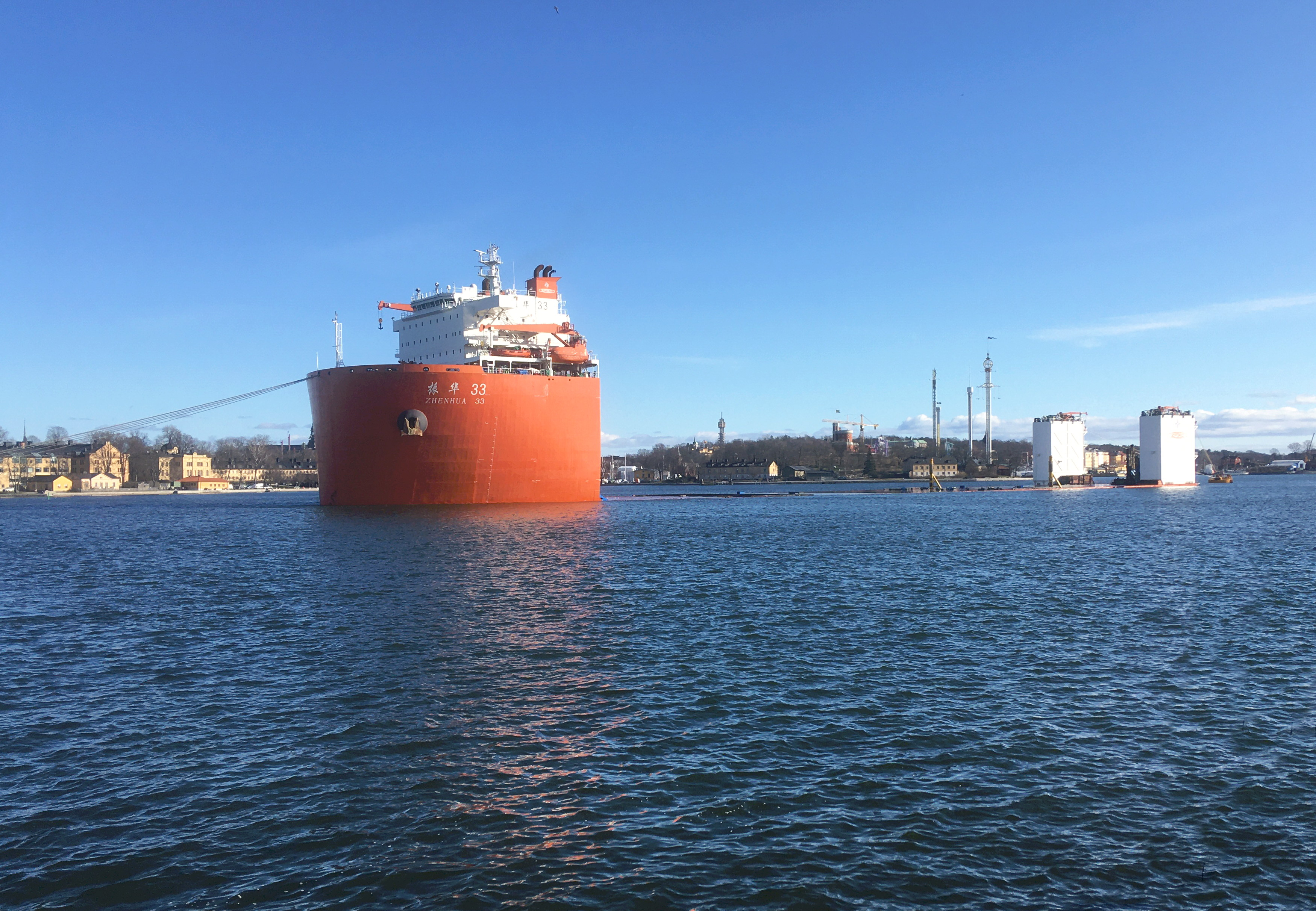
M/S Zhen Hua 33, nedsänkt i Saltsjön, 13 mars 2020.